# 小行星20690
小行星20690（20690 Crivello）是一颗绕太阳运转的小行星，为主小行星带小行星。该小行星于1999年11月4日发现。

## 轨道参数
小行星20690的轨道半长轴为2.9503250 UA，离心率为0.115。